# Urgleptes signatus
Urgleptes signatus là một loài bọ cánh cứng trong họ Cerambycidae.